# Rafha
Rafha (رفحاء) est une ville dans le nord de l'Arabie saoudite, près de la frontière avec l'Irak, dans la province de Al-Hudud ach-Chamaliya, sur la route 85, entre Arar et Hafar Al-Batin. En 1991 y étaient implantés le PEVA (point d'évacuation par voie aérienne) et l'HMC (hôpital militaire de campagne) de l'armée française pendant l'opération tempête du désert (desert storm).